# Synema chikunii
Synema chikunii är en spindelart som beskrevs av Ono 1983. Synema chikunii ingår i släktet Synema och familjen krabbspindlar. Inga underarter finns listade i Catalogue of Life.